# Pont du Port-à-l’Anglais
Die Pont du Port-à-l’Anglais ist eine Schrägseilbrücke über die Seine im französischen Département Val-de-Marne, die die Route départementale D 148 überführt.

## Geschichte

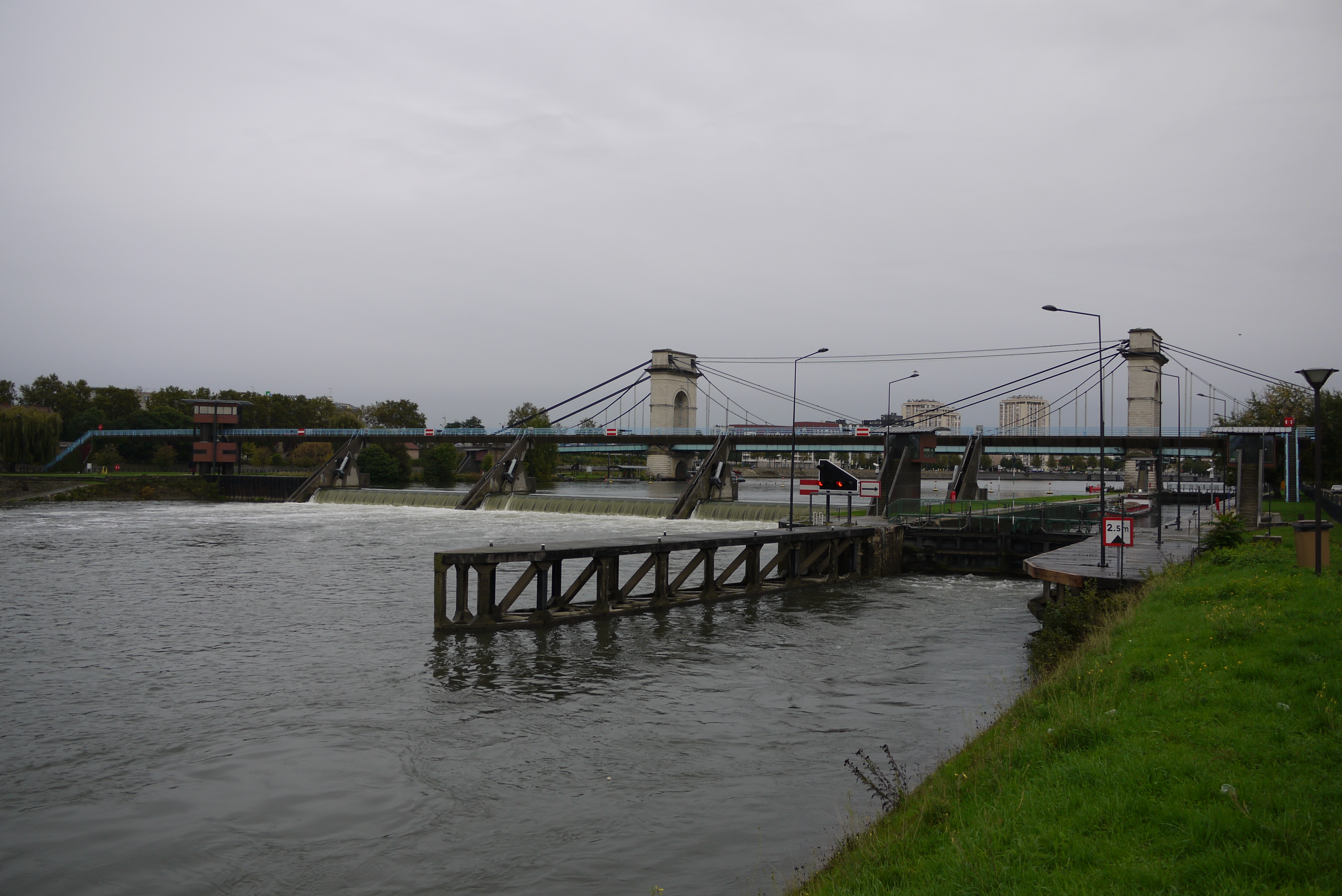
Wehr- und Schleusenanlage mit der Brücke im Hintergrund

Mit dem Bau der Pont du Port-à-l’Anglais wurde 1913 begonnen. Durch den Ersten Weltkrieg verzögerte sich die Fertigstellung, sodass die Brücke erst 1928 dem Verkehr übergeben wurde. Nach Beschädigungen im Zweiten Weltkrieg wurde die Brücke 1946 repariert. Im Jahr 1996 wurde das Bauwerk zum Monument Historique erklärt.

## Bauweise und Lage
Die Pont du Port-à-l’Anglais ist als Schrägseilbrücke nach dem System von Albert Gisclard ausgeführt. Die Brücke hat eine Länge von insgesamt 240 m und befindet sich direkt an der flussabwärts liegenden Wehr- und Schleusenanlage Port-à-l’Anglais (französisch: Barrage éclusé de Port-à-l’Anglais). Die Hauptöffnung der Brücke überspannt 130 m, während die beiden Nebenöffnungen knapp 60 m breit sind. Die Brückenpfeiler stehen jeweils auf den Dämmen, welche die an beiden Ufern angeordneten Schleusenkanäle vom Hauptstrom abtrennen. Die Pylone sind in ihrer Form Triumphbögen nachempfunden.